# Josef Steiner (poslanec Říšské rady)
Josef Steiner (14. listopadu 1862 Praha – 27. prosince 1912 Praha) byl rakouský a český novinář a politik, v období let 1893–1905 předseda sociální demokracie, na přelomu 19. a 20. století poslanec Říšské rady, ve které přednesl roku 1897 jménem Českoslovanské sociálně demokratické strany dělnické takzvané protistátoprávní prohlášení.

## Biografie
Původní profesí byl brusičem skla v továrně Josefa Inwalda na Zlíchově, později pracoval v severních Čechách. Zde se zapojil do anarchistického a socialistického hnutí. Od roku 1888 byl politicky aktivní mezi pražskými sociálními demokraty (předsedou Politického klubu dělnického v Praze). Roku 1890 se podílel na organizování oslav 1. máje v Praze. V období let 1892–1894 vedl v Plzni redakci listu Heslo a podílel se na výstavbě stranických struktur sociální demokracie v Plzni. V letech 1894–1898 byl redaktorem listu Sociální demokrat, v letech 1898–1899 byl členem redakce deníku Právo lidu a v období let 1899–1905 Dělnických listů ve Vídni. V roce 1893 byl delegátem III. kongresu Druhé internacionály.
V období let 1893–1905 byl předsedou Českoslovanské sociálně demokratické strany dělnické.
Na konci 19. století se zapojil i do celostátní politiky. Ve volbách do Říšské rady roku 1897, konaných poprvé podle všeobecného (byť nikoliv rovného) volebního práva, se stal poslancem Říšské rady (celostátní zákonodárný sbor) za všeobecnou kurii, 2. volební obvod: Smíchov, Kladno atd. Byl jedním z pěti prvních českých sociálních demokratů, kteří díky volební reformě usedli do vídeňského parlamentu. Tito sociální demokrati pak na Říšské radě v březnu 1897 prezentovali takzvané protistátoprávní prohlášení, ve kterém se vymezili proti státoprávním postojům nesocialistických českých politických stran. Prohlášení přečetl Josef Steiner. Označil v něm dlouhodobé federalistické snahy české politické reprezentace za „vyhrabávání ztrouchnivělých historických privilegií a dokumentů,“ což vyvolalo v české společnosti ostré polemiky.
Od roku 1905 působil jako tajemník Odborového sdružení českoslovanského v Kladně, později v Praze. Byl stoupencem rozšíření řad sociální demokracie o mladou inteligenci z řad pokrokového hnutí. Zpočátku ovšem sledoval příchod studentských pokrokářů do strany s obavami, protože to mohlo podle něj ohrozit její dělnický charakter. Měl zásluhu na vzniku Dělnické akademie. Postupně odmítl revoluční metody a sbližoval se s názory Tomáše Garrigua Masaryka.
V roce 1910 duševně onemocněl a zemřel v roce 1912 v ústavu pro choromyslné v Praze-Kateřinkách.
Jeho manželkou byla členka strany a socialistická aktivistka Anna Steinerová, rozená Pávová, původem z Benešova. Pár let po jeho smrti se odstěhovala do Amsterdamu, kde se znovu provdala.